# Association sportive Aulnoye
Pour l’article homonyme, voir AS Aulnoye-Aymeries.
L'AS Aulnoye est un club français de football fondé en 1934 et basé à Aulnoye. Le club a disparu en 2016.

## Histoire du club
L'AS Aulnoye est créé en 1934. Ce club reste 9 ans en CFA, de 1961 à 1970.
En 2012, il remporte pour la seconde fois la Division d'Honneur de la Ligue du Nord-Pas-de-Calais de football et dispute l'exercice 2012-2013 en CFA 2.
En 2016, le club fusionne avec Feignies. Il devient l'Entente Feignies Aulnoye Football Club (EFAFC).

## Présidents
- André Soleau (????-2014)
- Didier Waelkens (2014-), ancien trésorier du club.

## Entraîneurs
- ? :  Karl Langer
- ? :  Liberati
- ? :  Miramond
- ? :  Ghyselinck
- 1954-1964 :  Daniel Langrand
- 1964-1974 :  Georges Huart
- 1974-1992 :  Jean Lempereur
- 1992-1995 :  Xavier Castelain
- 1995-? :  Bernard Malicet
- 2000-2004 :  Dariusz Bialek

## Joueurs emblématiques
- :  René Charrier
- :  Jean-Philippe Dehon
- :  Joël Delpierre

## Palmarès
- Championnat DH Nord en 1961 et 2012.